# Karl Andree (Geograph)

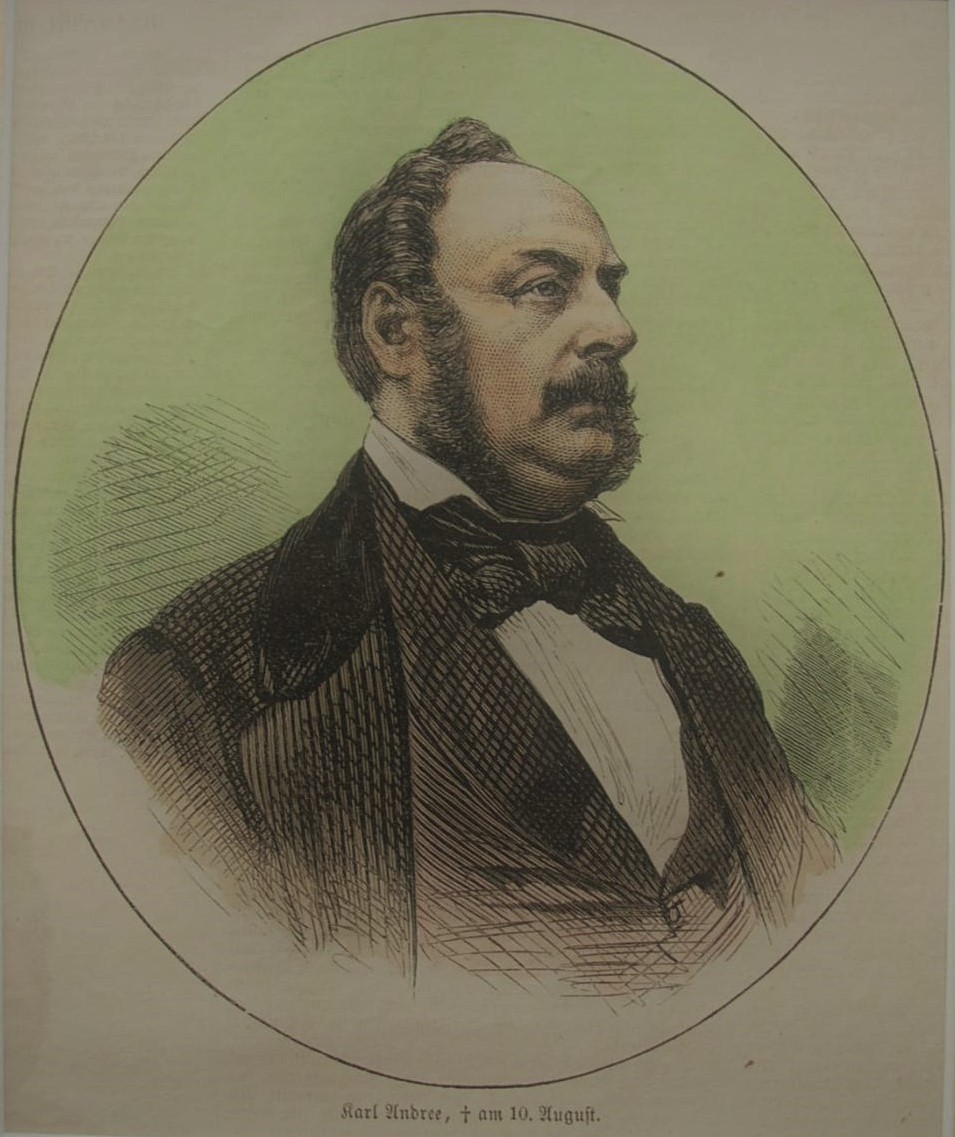
Karl Andree

Karl Theodor Andree (* 20. Oktober 1808 in Braunschweig; † 10. August 1875 in Bad Wildungen) war ein deutscher Geograph, Publizist und Konsul.

## Leben
Karl Andree studierte in Jena, Göttingen und Berlin historische Wissenschaften. Während seines Studiums wurde er 1826 Mitglied der Jenaischen Burschenschaft/Arminia, weswegen er später vor Gericht kam, aber schließlich 1838 vom Oberappellationsgericht Wolfenbüttel freigesprochen wurde, wie im Schwarzen Buch der Frankfurter Bundeszentralbehörde (Eintrag Nr. 25) festgehalten wurde.
Nach Abschluss seines Studiums schlug er nach 1830 die publizistische Laufbahn ein. Bereits 1838 redigierte er die Mainzer Zeitung, danach die Oberdeutsche Zeitung in Karlsruhe, ab 1843 die Kölnische Zeitung und seit 1846 die Bremer Zeitung. Von 1848 bis 1851 redigierte er die Deutsche Reichs-Zeitung des Herausgebers Eduard Vieweg in Braunschweig. 1851 gründete er das Bremer Handelsblatt.
Ab 1855 widmete er sich ausschließlich geographischen und ethnischen Studien, zuerst in Leipzig, wo er von 1858 bis 1870 zugleich Konsul der Republik Chile für das Königreich Sachsen war, später in Dresden. Der Grabstein seiner Ehefrau Adelheid (1807–1864) steht auf dem Kirchhof zu Kötzschenbroda.
Sein Sohn Richard Andree widmete sich ebenfalls der Geographie und Ethnographie.

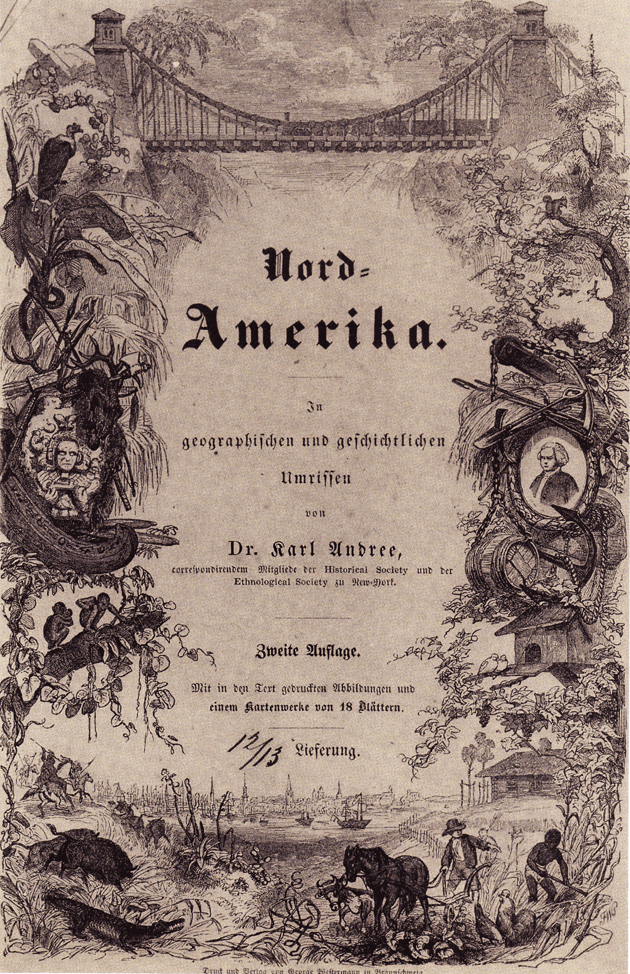
Nordamerika in geographischen und geschichtlichen Umrissen

## Leistungen
Von seinen Schriften sind als die bedeutendsten zu nennen: Nordamerika in geographischen und geschichtlichen Umrissen (2. Aufl., Braunschweig 1854); Buenos Ayres und die Argentinische Republik (Leipzig 1856). In seinen Geographischen Wanderungen (Dresden 1859, 2 Bände) hob er besonders ethnologische Momente hervor und führte aus, dass die Völkerkunde als eine Hauptgrundlage der Staatswissenschaften zu betrachten sei. Der Begriff „Völkerkunde“ war bei ihm aber nicht als vergleichende Kulturanthropologie zu verstehen, sondern als eine Rassenanthropologie. In der von ihm gegründeten Zeitschrift Globus vertrat er eine offen rassistische Sicht der außereuropäischen Völker. Er befürwortete die Vertreibung bzw. Ausrottung der amerikanischen und australischen Ureinwohner und gehörte zu den radikalsten Verfechtern der Sklaverei. Seine überwiegend anonym verfassten Artikel bzw. Leitartikel enthielten oft heftige verbale Angriffe auf die Abolitionisten, während er die Sicht der Südstaaten immer wieder wohlwollend kommentierte. Sein Bild der Menschenrassen war geprägt von der Idee des Polygenismus, d. h. jede Menschenrasse – oder besser: Menschengattung – stellte eine eigene Spezies mit eigenem Entstehungsraum dar, wobei jede dieser Spezies unterschiedlich begabt war und deshalb einen unterschiedlichen Wert hatte.